# Siège du gouvernement métropolitain de Tokyo
Le siège du gouvernement métropolitain de Tokyo (東京都庁舎, Tōkyō-to Chōsha, en anglais Tokyo Metropolitan Government Building) ou Tochō (都庁), est situé dans le quartier de Nishi Shinjuku (Shinjuku Ouest) dans l'arrondissement de Shinjuku. La traduction mairie de Tokyo est souvent utilisée, même si la zone gouvernée par cette « mairie », la Métropole de Tokyo, ne se limite pas au centre urbain.
Le bâtiment, commencé en avril 1988 et achevé en décembre 1990, formé de deux tours jumelles de 48 étages, était le plus haut de la ville (243,4 mètres) jusqu'en 2006. Il a été conçu par l'architecte Kenzō Tange et l'accès aux deux tours est libre et gratuit. L'observatoire, à 202 mètres, permet de découvrir de très belles vues d'ensemble de l'est de Tokyo et aussi le sud-ouest, vers le mont Fuji.
Le bâtiment se compose d'un complexe de trois structures qui occupe un bloc de ville. Le plus grand est le bâtiment principal métropolitain no 1, avec 48 étages. Le bâtiment comprend également trois niveaux au-dessous de la terre. La conception du bâtiment (supposé ressembler à une puce électronique), par l'architecte Kenzō Tange (et ses associés) et la société Taisei Corporation, a beaucoup de touches symboliques, la plus frappante étant la fente entre les deux tours qui recrée la forme d'une cathédrale gothique.
Le prix pour la construction était de 157 milliards de yens, soit un peu plus de 1,2 milliard d'euros.
Les deux autres bâtiments dans le complexe sont l'Assemblée de Tokyo avec huit étages qui ressemblent au Vatican avec les bras tendus[Quoi ?] et le bâtiment no 2 qui a 37 étages.

## Dans la culture populaire
L'immeuble constitue un lieu majeur de la ville de Tokyo, et apparaît donc régulièrement dans des anime et films :
- Dans Digimon Tamers, il abrite le quartier général de l'organisation secrète du gouvernement nippon, Hypnos ;
- Dans X/1999, le quartier général de la Chi no Ryu et l'ordinateur géant « Bête » sont abrités dans le sous-sol de la mairie ;
- Dans Rose Hip Rose, les bergers prennent en otages le personnel de la mairie et menacent de faire sauter le bâtiment ;
- Dans le film à controverse Battle Royale 2, sorti en 2003, l'immeuble ainsi que tous les gratte-ciel environnants sont détruits par l'organisation terroriste Wild Seven ;
- Dans le film de 1991 Godzilla vs King Ghidorah, la bataille finale, entre Godzilla et King Ghidorah, a lieu au pied du bâtiment et à l'intérieur. Durant le combat, les hauts des deux flèches sont pulvérisés par Godzilla ;
- Dans l'épisode 23 de la saison 10 des Simpsons (Le Pire du Soleil-Levant), on peut le voir alors que la famille Simpson visite le Japon.
- Dans l'anime Ghost in the Shell: S.A.C. 2nd GIG, c'est un des rares immeubles subsistant à la suite de la destruction de Tokyo. Il est représenté semi-immergé et se situe au-dessus du site dit des Installations Nucléaires de Shinjuku dont la présence est récurrente au sein de cette deuxième saison.
- Dans l'anime Silent Möbius, c'est sur l'esplanade au pied du building, déjà fortement endommagé, qu'a lieu le rituel magique à l'origine de tous les événements de la série. Par la suite, il apparaît régulièrement comme élément de décor et est représenté encore plus abîmé, bien que l'aspect général soit toujours présent.
- Dans le premier épisode de l'anime Terror in Resonance sorti en 2014, deux jeunes terroristes japonais font exploser le bâtiment avec de la thermite dans des peluches.
- Il est présent dans le jeu vidéo Midnight Club II.
- Il est possible de le construire dans sa propre ville dans le jeu vidéo Cities XL 2011, 2012 et XXL.
- Dans Final Fantasy XV, la citadelle royale d'Insomnia s'inspire du bâtiment.
- Dans Kingdom Hearts III, les personnages Sora et Riku se retrouvent dans un Tokyo fictif où le personnage Verum Rex est assis sur le Siège du gouvernement métropolitain de Tokyo.
- Dans Case File no 221: Kabukichō (en), Moriarty s'y jette pour révéler la vraie nature de Sherlock Holmes.